# Trichoniscus inferus
Trichoniscus inferus là một loài chân đều trong họ Trichoniscidae. Loài này được Verhoeff miêu tả khoa học năm 1909.